# Hoverspeed

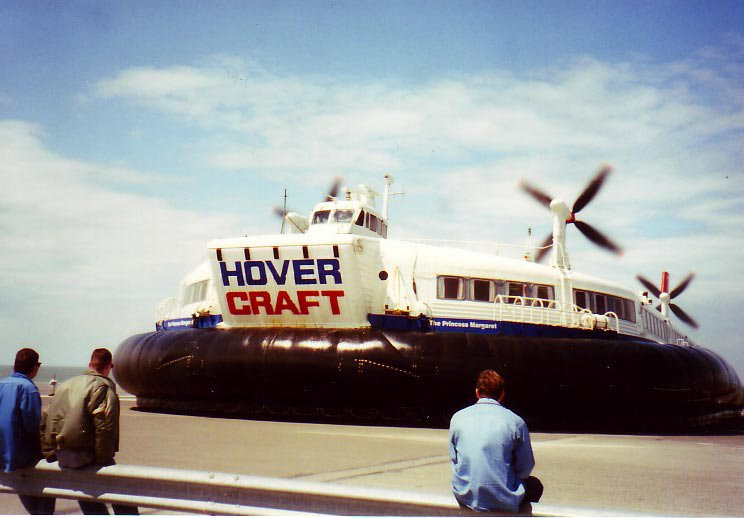
De SR.N4 'Princess Margaret' op de kade in Calais

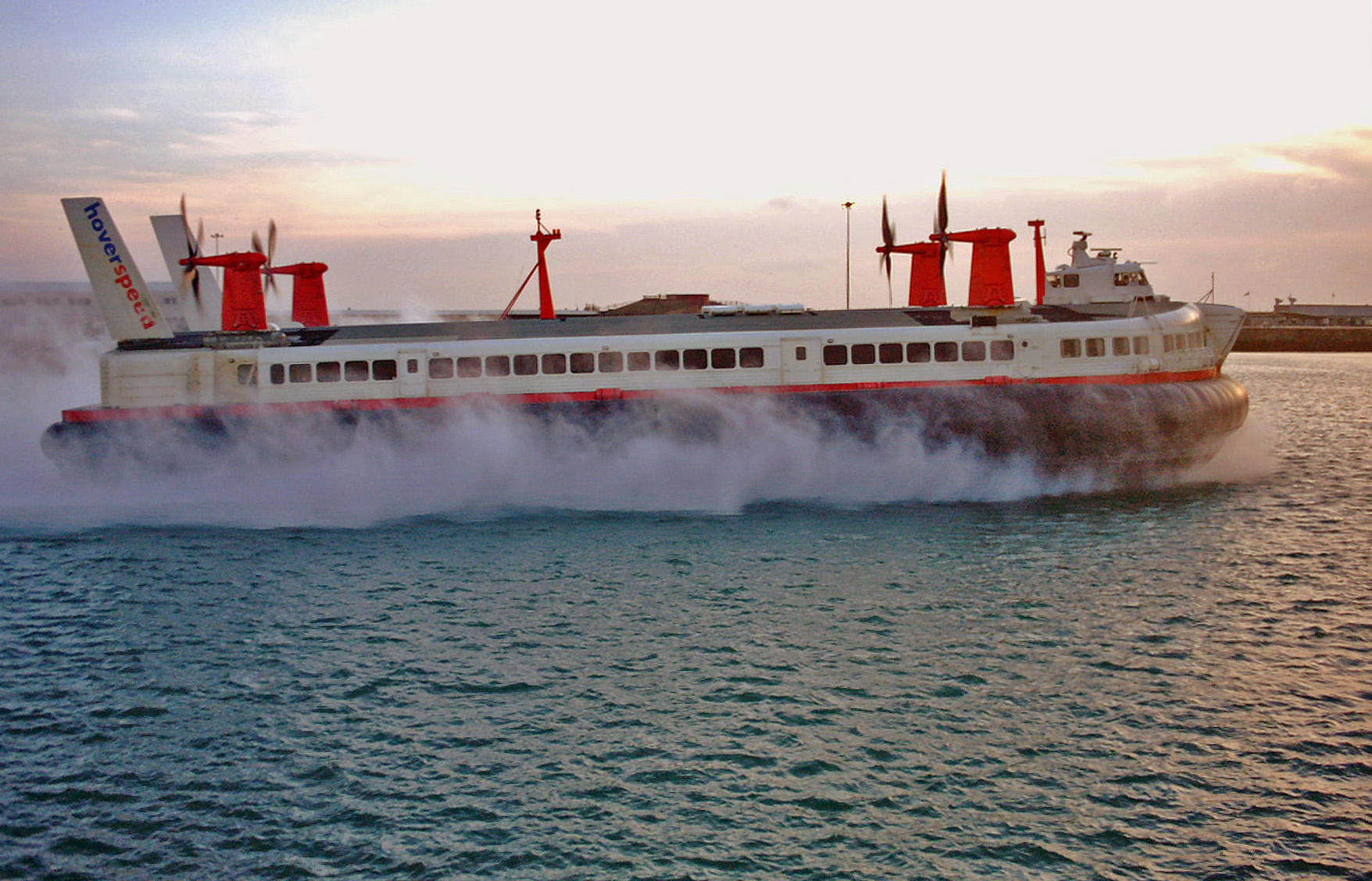
De 'Princess Margaret' in actie op de allerlaatste dag (1 oktober 2000)

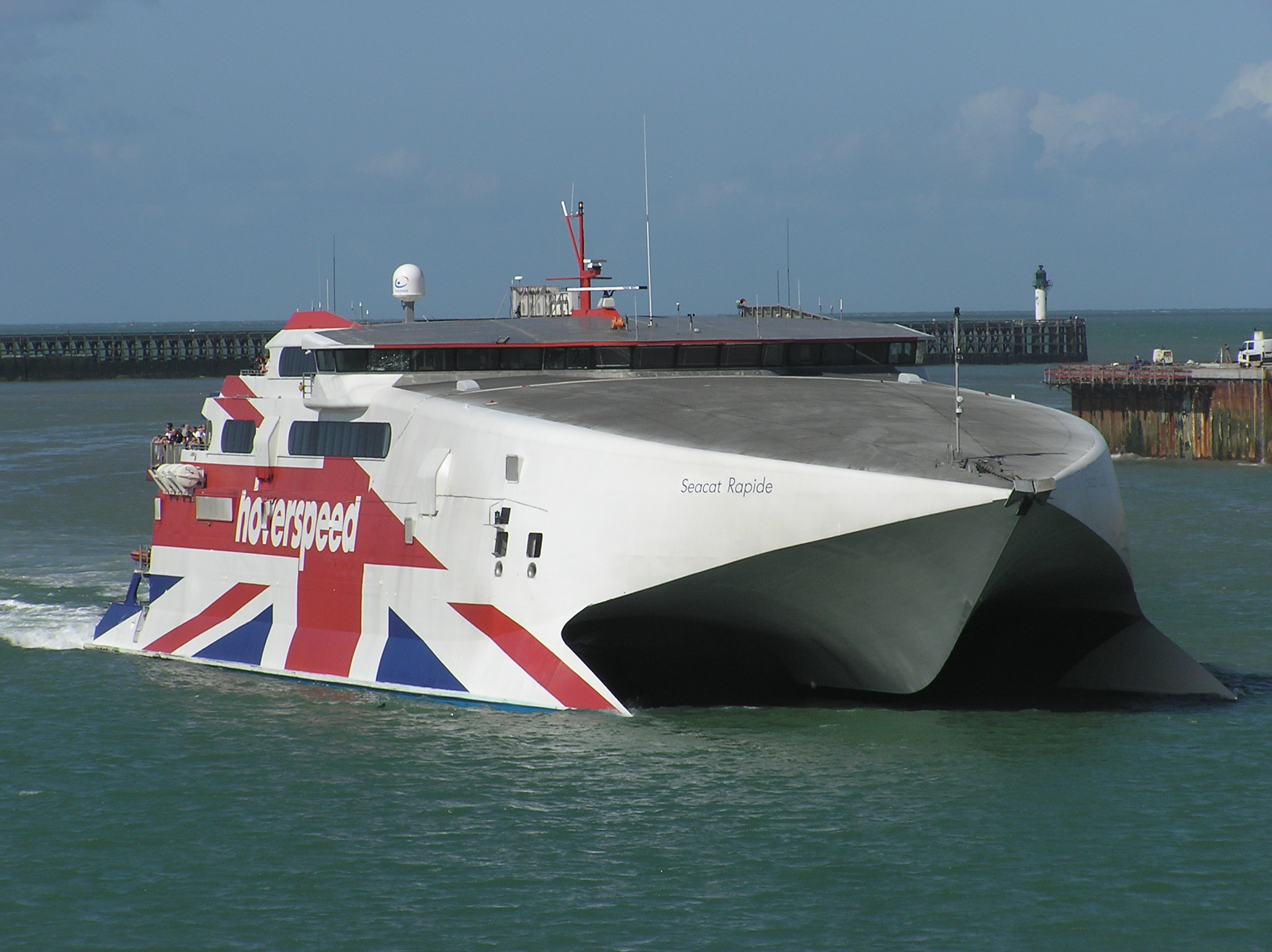
Seacat van Hoverspeed

Hoverspeed was een rederij die in 1981 werd gevormd door de fusie tussen Seaspeed en Hoverlloyd. Hoverspeed verzorgde veerdiensten op Het Kanaal tussen 1981 en 2005.

## Omschrijving
Hoverspeed is vooral bekend om zijn ontwikkeling van de Hovercraft en bezat 6 SR.N4 Mountbatten class Hovercrafts en een SEDAM N500 Naviplane. Hoverspeed zette de Hovercraft voor het laatst in op de route tussen Dover en Calais. Op 1 oktober 2000 werd de laatste Hovercraft vervangen door Seacat catamarans.
De rederij droeg in begin jaren 90 de naam Holymann-Sally.
Eind jaren 90 heette de rederij 'Holymann-Hoverspeed'
De laatste eigenaar van Hoverspeed was Sea Containers Ltd. Deze firma had een kleine vloot bestaande uit 2 SeaCat catamaran-veerboten. Ook wel HSC (High Speed Craft) genaamd, de SeaCat 'Rapide' en de SeaCat 'Diamant'. De schepen voeren aan een snelheid van ongeveer 40 knopen en werden door 4 Ruston dieselmotoren voortgestuwd met jet-propulsie.
Daarnaast beschikte Hoverspeed ook over een kleinere catamaran 'The Isle Of Men' & over een mono-hull fast ferry 'SuperSeaCat I'. Deze vaartuigen waren volledig uit aluminium vervaardigd door de Australische scheepswerf INCAT.
Vanaf 1 juli 1999 was het niet langer mogelijk om Taksvrije goederen aan boord aan te schaffen (Vetorecht Denemarken). De opbrengst van de verkoop van deze Taksvrije goederen, kon de operationele kosten dragen. Na de opening van de Kanaaltunnel, uitgebaat door Eurotunnel Le Shuttle, verloor Hoverspeed een groot aandeel in de markt. Het bedrijf maakte toenemende verliezen. De firma hield een tijd stand maar was in 2005 gedwongen het faillissement aan te vragen. Het faillissement had als grondslag de concurrentie met Le Shuttle maar ook de aanhoudend stijgende dieselprijzen voor de Seacats, die veel diesel verbruikten. Later werd het vergeefs overgenomen door Norfolkline.
De vaartuigen 'SeaCat Rapide & Diamant' varen onder andere namen en zijn eigendom van de rederij Baleria.